# Love Gun (singolo)
Love Gun è un singolo del gruppo hard rock Kiss, scritta da Paul Stanley è la sesta traccia dell'album a cui  dà il nome, pubblicato nel 1977.
Molto famoso è il riff iniziale dove i Kiss con i loro strumenti imitano delle raffiche di mitragliatrice.
Il testo del brano (in italiano La pistola dell'amore) parla di una storia di amore dove un innamorato deciso a tutto cerca in ogni modo di far cedere alle sue avances una ragazza non molto decisa, il ritornello recita "Premi il grilletto della pistola dell'amore".

## Cover
Una cover dell'album è stata registrata dal gruppo Surfin' Ceasers per l'album di tributo ai Kiss Hard to Believe, nel 1992. Nel 2003 gli Hayseed Dixie pubblicano l'album Kiss My Grass - A Hillbilly Tribute to Kiss, un album consistente in sole cover di brani dei Kiss, tra le quali una di Love Gun. Un altro album di sole cover è stato realizzato dal gruppo inglese Sack Trick, l'album intitolato Sheep in KISS Make Up contiene una cover di Love Gun.

## Tracce
- Lato A: Love Gun
- Lato B: Hooligan